# تشارلز بلانشارد
تشارلز بلانشارد (بالفرنسية: Émile Blanchard )‏ (و. 1819 – 1900 م) هو عالم حشرات، وعالم حيواني، من فرنسا، ولد في باريس، كان عضوًا في الأكاديمية الفرنسية للعلوم، توفي في باريس، عن عمر يناهز 81 عاماً.